# Rönninge station
Rönninge är en station på Stockholms pendeltågsnät, belägen i Rönninge, Salems kommun 28,4 km från Stockholms central. Den har en mittplattform med biljetthall på plattformen och entré från en gångtunnel. Antalet påstigande en genomsnittlig vintervardag (2015) beräknas till 2 600. 

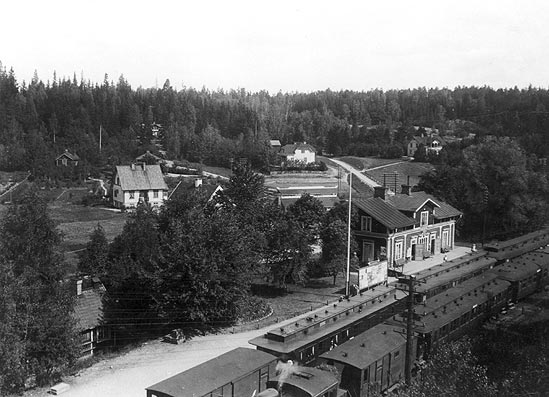
Rönninge järnvägsstation 1908.

## Historik
Stationen togs ursprungligen i bruk 1888. Ombyggnader skedde bland annat 1915-16 och 1920, då en första gångtunnel tillkom. Sedan Storstockholms Lokaltrafik (SL) övertagit ansvaret för trafiken gjordes anpassningar för pendeltågen; plattformen höjdes, en ny gångtunnel byggdes och det gamla stationshuset revs 1970. Ytterligare modernisering, med installation av hiss, gjordes i slutet av 1980-talet.

## Galleri

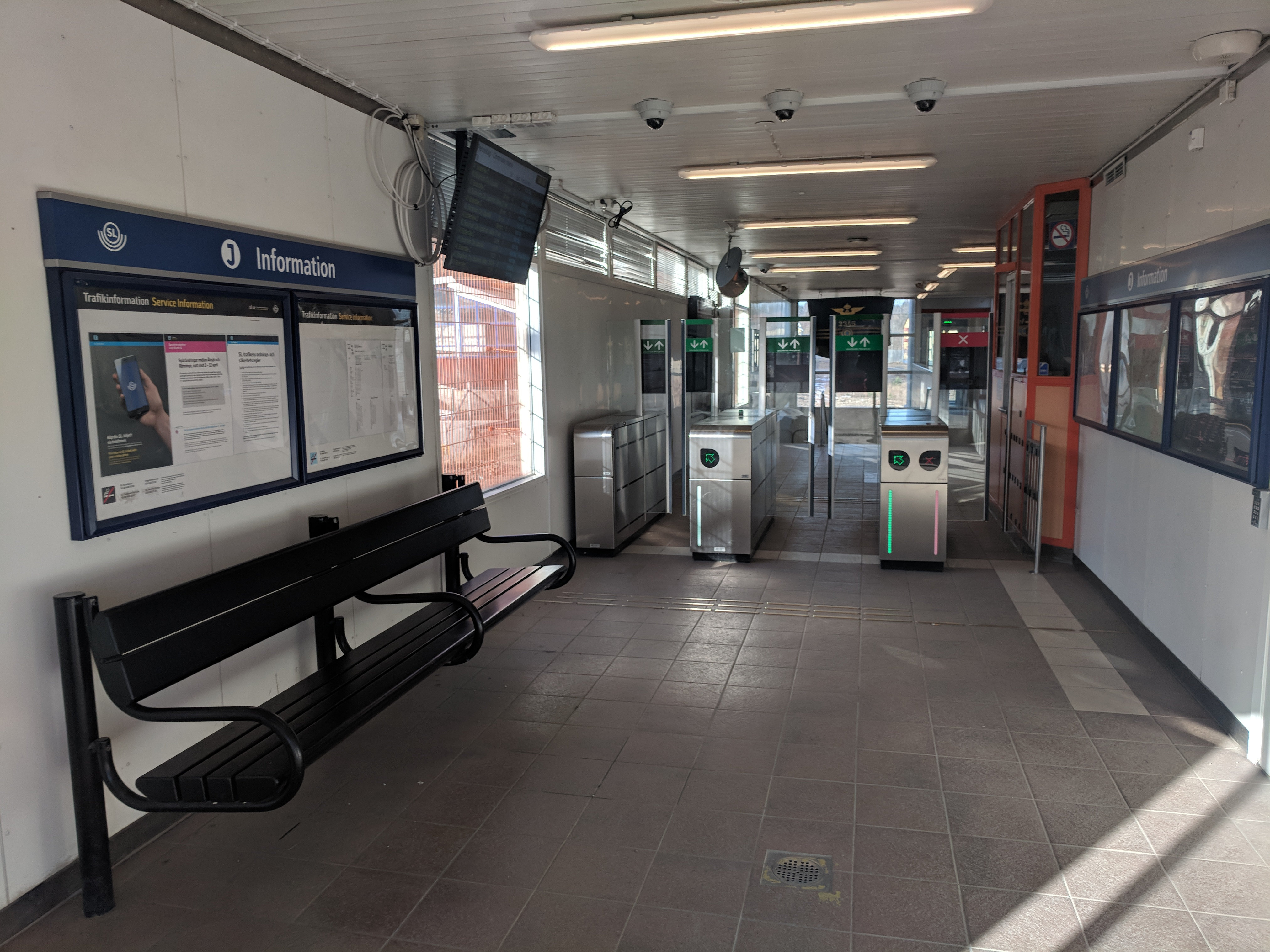
Vänthallen
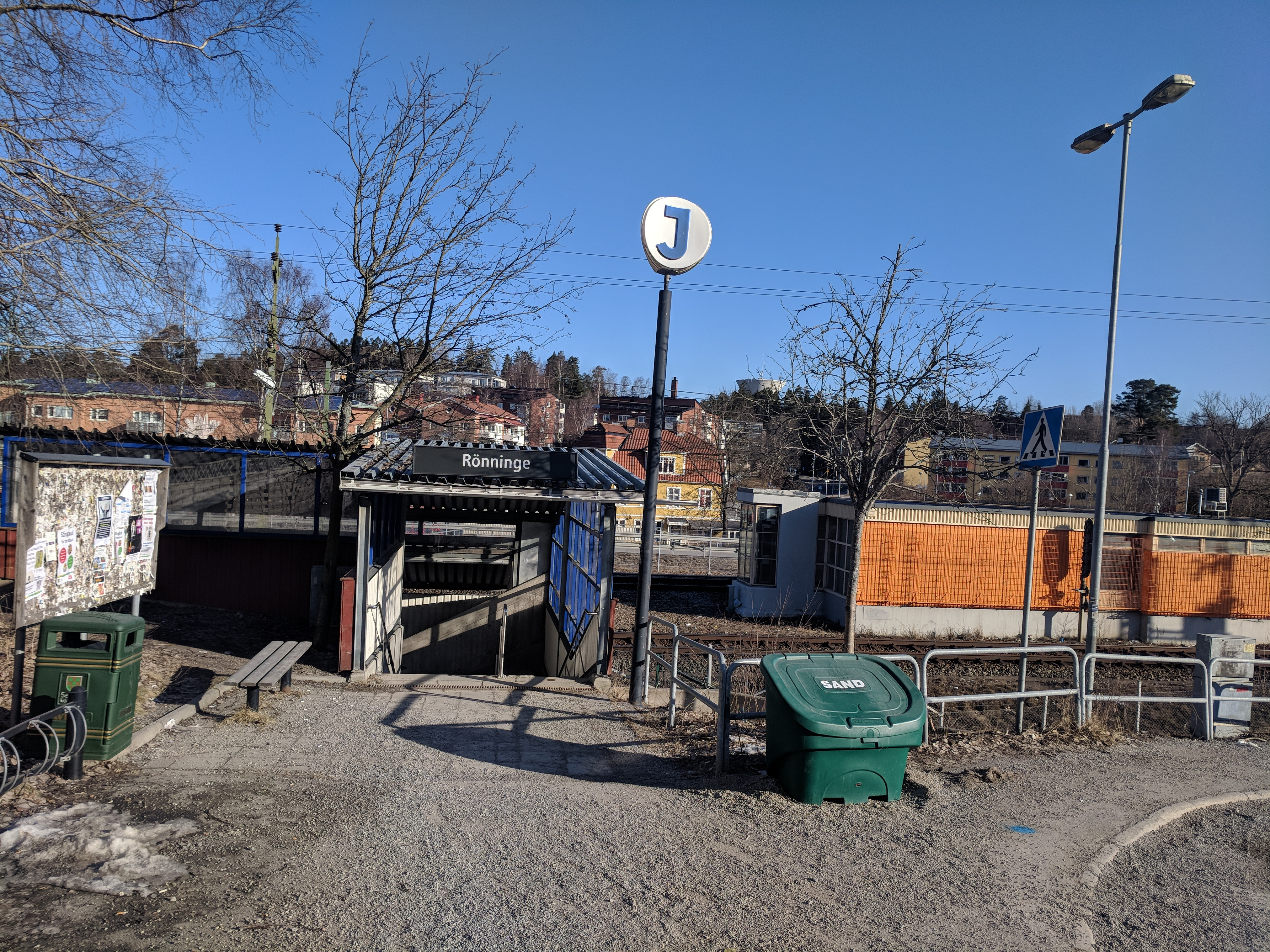
Ingång
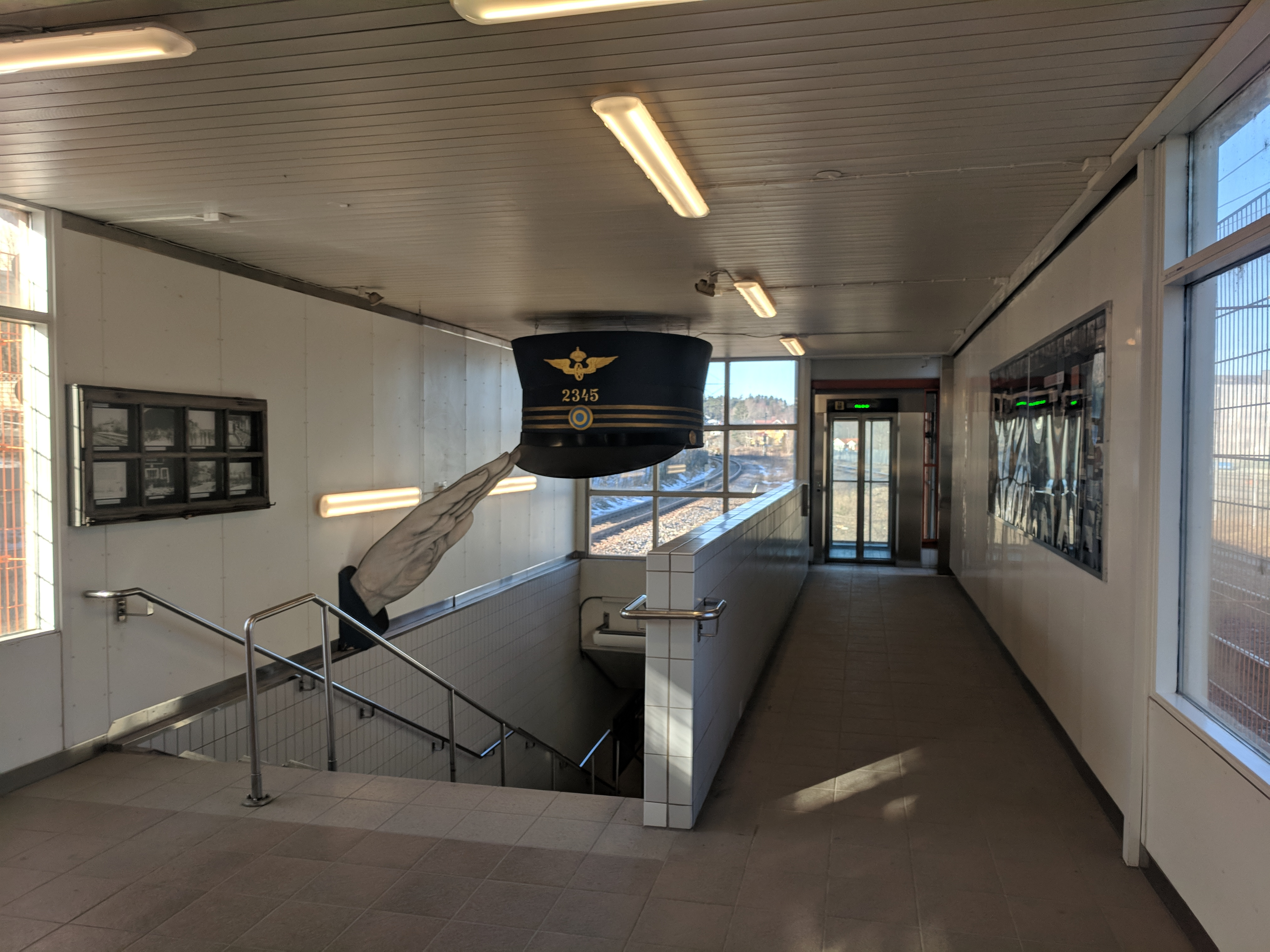
Trappa med konstnärlig utsmyckning
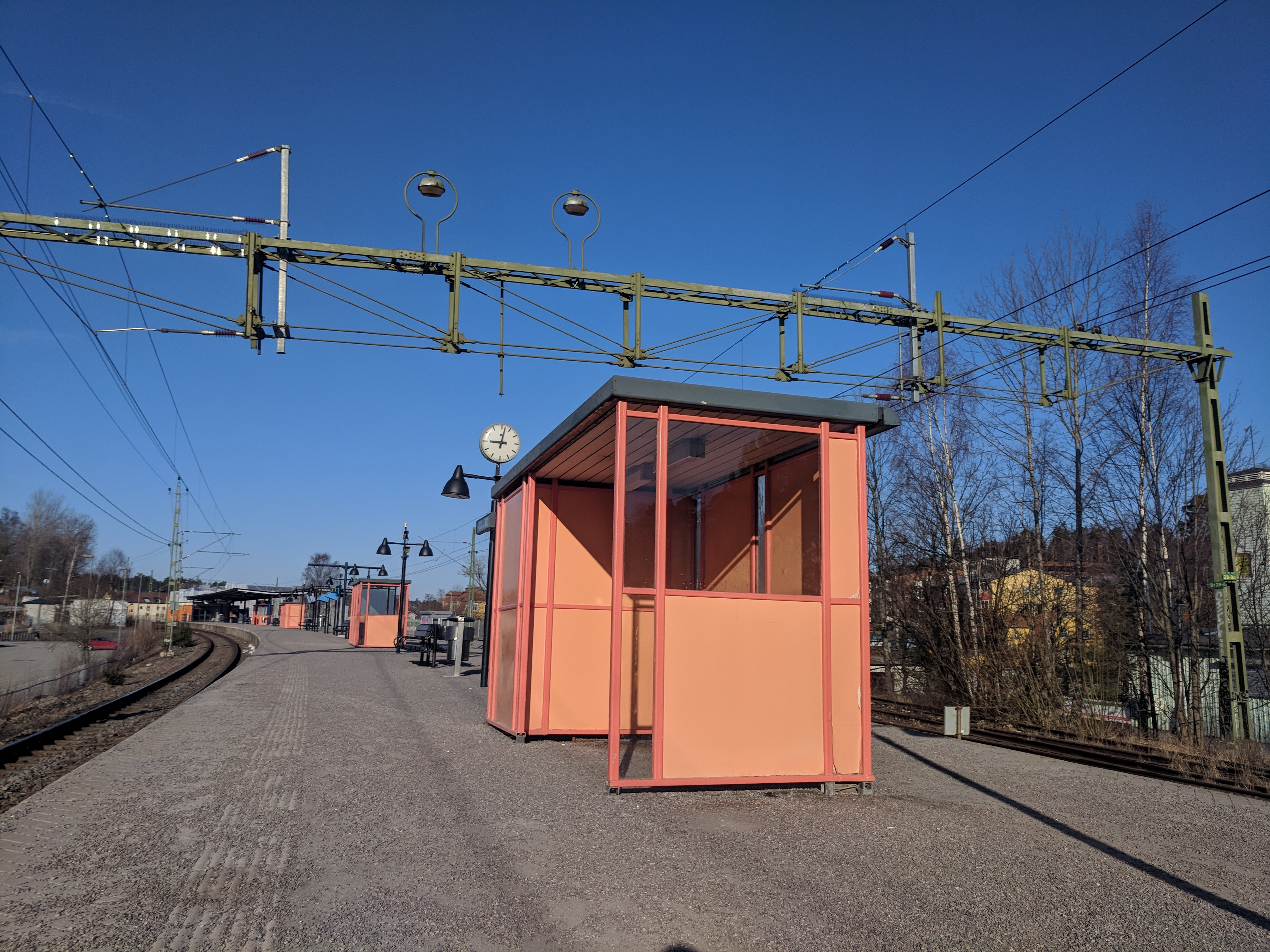
Perrongen
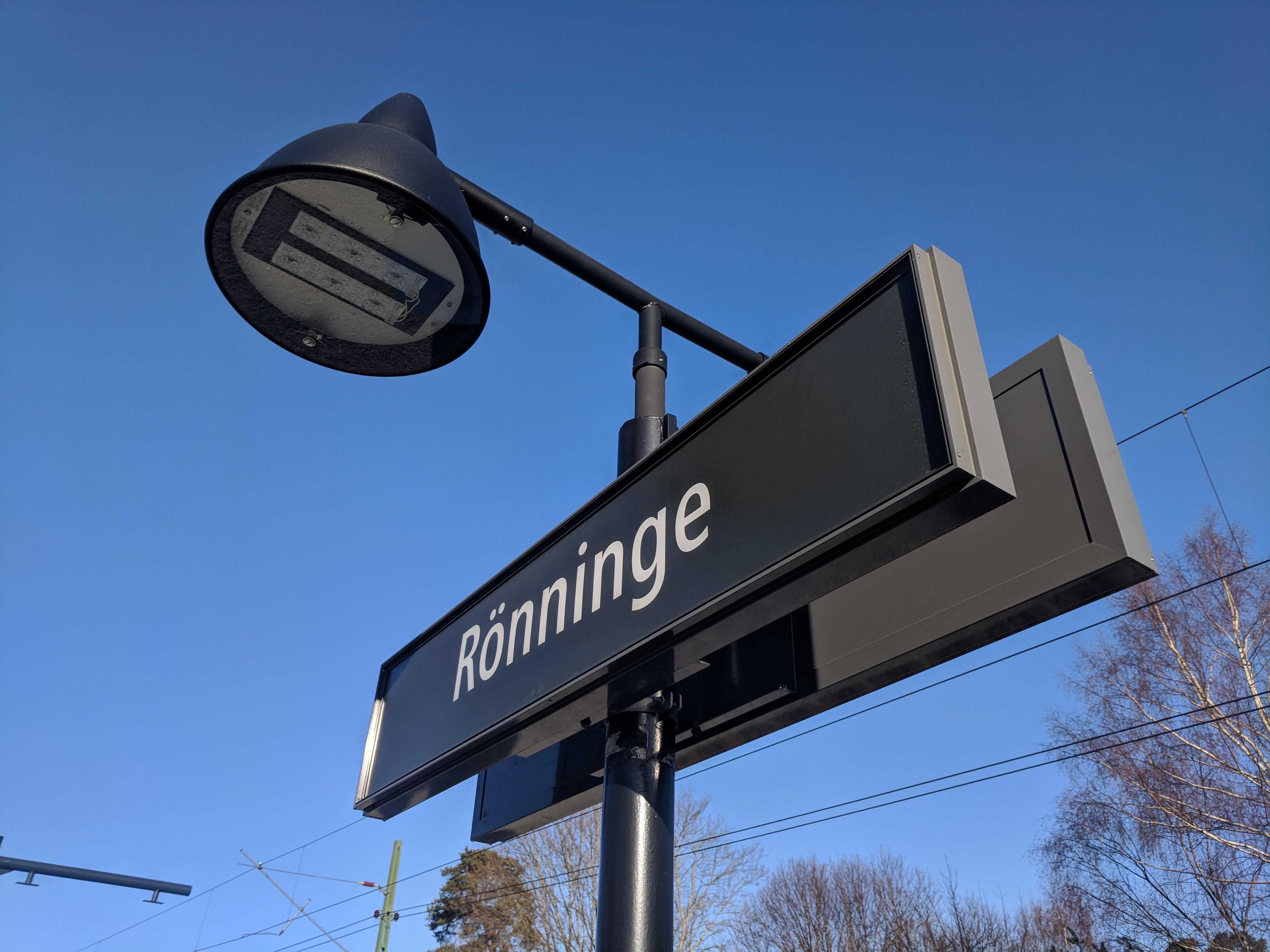
Stationsskylt